# Hypoestes serpens
Hypoestes serpens är en akantusväxtart som beskrevs av Robert Brown. Hypoestes serpens ingår i släktet Hypoestes och familjen akantusväxter. Inga underarter finns listade i Catalogue of Life.